# Cape Codder
Il Cape Codder (o Cape Cod) è un cocktail classico a base di vodka e succo di mirtillo. Fa parte della categoria dei long drink.

## Composizione

### Ingredienti
Le proporzioni variano a seconda della ricetta (da 1/6 a 1/3); la più comune prevede:
- 4 cl. di vodka
- 12 cl. di succo di cranberry

### Preparazione
Versare la vodka e il succo di cranberry in un tumbler alto, mescolare e servire, eventualmente guarnito con una fetta di lime.

## Storia
Il drink fu concepito per la prima volta da dalla cooperativa agricola del Massachusetts Ocean Spray, specializzata nella coltivazione del ribes rosso o cranberry. Il cocktail fu creato nel 1945 per promuovere l'uso del succo di cranberry. Il nome inizialmente scelto fu "Red Devil", mutato nel 1956 in Harpoon. Il nome attuale fu probabilmente proposto verso la fine degli anni settanta dalla catena di ristoranti T.G.I. Friday's, il quale serviva il coktail di "Cape Cod", ossia appunto il Cape Codder;  in seguito al successo che riscosse fra gli avventori dei locali di questa catena, il cocktail rimase celebre con tale denominazione.

## Varianti
Data la semplicità e la neutralità del sapore, il Cape Codder è considerato il capostipite di una famiglia di cocktail a base di vodka e cranberry denominata appunto Cape Codder. Fra i membri più noti:
- Cape Cod on the rock: variante nella proporzione degli ingredienti, con una maggior preponderanza di vodka rispetto al succo (solitamente una parte di vodka e due di succo di cranberry) da servirsi in un tumbler basso con ghiaccio.
- Sea Breeze:variante con aggiunta di succo di pompelmo.
- Bay Breeze: variante con aggiunta di succo d'ananas.
- Cosmopolitan: variante con aggiunta di triple sec e succo di lime.
- Sex on the Beach: variante con aggiunta di peach schnapp e succo d'arancia.
- Rose Kennedy Cocktail: variante con aggiunta di soda.
- Woo Woo: variante con aggiunta di peach schnapp.